# Ida Baumann
Ida Baumann (* 1845 in Schwarzburg-Sondershausen; † 12. März 1913 in Greifenstein bei Wien) war eine deutsche Kindergärtnerin, Volksschullehrerin und Wiener Frauenrechtlerin. 1863 (oder 1866) gründete sie in Sangerhausen den ersten Kindergarten der Stadt. Später arbeitete sie in Wien als Lehrerin und neben Auguste Fickert in der dortigen Frauenbewegung.

## Leben
Ida Baumann kam als Tochter eines jüdischen Dorflehrers im Fürstentum Schwarzburg-Sondershausen zur Welt. Ab 1858 besuchte sie die Höhere Mädchenschule in Nordhausen, danach eine Haushaltsschule in Sondershausen. Bei Thekla Naveau (1822–1871), durch die sie mit freigeistlichem Gedankengut in Berührung kam, ließ sie sich als Erzieherin ausbilden, die auf ihrem Abschlusszeugnis festhielt: „Ihr Charakter und das aus demselben hervorgehende Betragen beruht auf den Grundzügen der strengsten Wahrhaftigkeit, Redlichkeit und Gewissenhaftigkeit.“
1863 oder 1866 gründete sie den ersten Kindergarten in Sangerhausen, einer damaligen Ackerbürgerstadt östlich von Nordhausen, wo sie zuletzt gearbeitet hatte. Wirtschaftlich trug sich die Einrichtung nicht, hinzu kam die Unerwünschtheit durch die Stadt wegen ihres jüdischen Glaubensbekenntnisses. Ihre nachfolgenden Lebensstationen in Nürnberg, Bremen oder Frankfurt am Main waren durch wirtschaftliche Schwierigkeiten sowie durch religiöse Voreingenommenheit ihr gegenüber geprägt. Auch ihr späterer Versuch, sich als Erzieherin in Wien niederzulassen, scheiterte, da die Kinder ausblieben.
Aus dieser Notlage heraus entschloss sie sich 1873, in Wien ein Lehrerinnenstudium in der Anstalt St. Anna aufzunehmen. Hier lernte sie Auguste Fickert (1855–1910) kennen, mit der sie ihr zukünftiges Leben eng verbunden blieb. Durch sie kam Ida Baumann mit der Frauenbewegung in Berührung und arbeitete neben ihrer Lehrerinnentätigkeit aktiv im Allgemeinen Österreichischen Frauenverein mit und half bei der Herausgabe der Zeitschrift Neues Frauenleben. Beides lag in der Verantwortung ihrer Gefährtin Auguste Fickert. Als diese 1910 verstarb und sich um ihre Nachfolge in der Frauenbewegung heftige Turbulenzen entwickelten, vereinsamte Ida Baumann immer mehr und sie konnte an ihrem Leben keine Freude mehr entwickeln. Nach ihrem Tod am 12. März 1913 in Greifenstein, unweit ihres Wohnsitzes in Wien, wurde der Leichnam in Zittau in der Oberlausitz verbrannt. Die Urne wurde nach Ohlsdorf bei Salzburg überführt.

## Wirken
In ihrem Nachruf charakterisierte Berner ihre Wiener Jahre: „Ida Baumann war weder Schriftstellerin, noch Rednerin, noch Agitatorin. Trotzdem hatte sie Eigenschaften, durch die sie hervorstach und die sie gerade Auguste Fickert wert und teuer machen mussten. Das war vor allem eine strenge Wahrheitsliebe, die sie trieb, den Dingen, Verhältnissen und Charakteren auf den Grund zu schauen und, wenn es erforderlich war, ihre Meinung darüber zu äußern, ihren Erkenntnissen und Ueberzeugungen auch unter Gefahren und Opfern treu zu bleiben. Ida Baumann hatte einen scharfen Blick, ein nüchternes, durch schwere Existenzkämpfe geschultes, nicht leicht zu täuschendes Urteil. Selbstlos und opferwillig, wenn es am Platze war, war sie ebenso schwer zu gewinnen wie zu verlieren. Und wenn Frau Fickerts leicht entzündliches Streben vornehmlich auf das Große gerichtet war, wobei die Unvergessliche auch ihrer selbst vergaß, beschäftigte sich Frau Baumann lieber mit dem Nahen und Nächstliegenden, mit dem Beschränkten und Privaten, das auch bedacht sein will“. In Fickerts Tagebuch findet sich Idas Spitzname Hekuba, womit auf Hectors Mutter Hekabe aus der griechischen Sage unter Anspielung auf deren Stolz und Leidensfähigkeit angespielt wurde. Wohl Merkmale für Idas Verhalten, die sich in der Öffentlichkeitsarbeit immer zurückhielt und zum Frauenrecht selbst nicht publizierte.